# Kostel svatého Jana Nepomuckého (Štramberk)
Kostel svatého Jana Nepomuckého a svatého Bartoloměje je barokní stavba, která se nachází na Náměstí ve Štramberku v okrese Nový Jičín. Farní kostel spravuje Římskokatolická farnost Štramberk, děkanát Nový Jičín, diecéze ostravsko-opavská. Kostel byl zapsán do Ústředního seznamu kulturních památek ČR před rokem 1988 a je součástí městské památkové rezervace.

## Historie
Gotický kostel svatého Bartoloměje u fary už kapacitně nestačil. Měl jej nahradit nový farní kostel, který byl založen 16. května 1721 správcem novojičínského jezuitského panství páterem Karlem Pfefferkornem. Byl postaven v letech 1721–1723 a vysvěcen 17. května 1723. Je zasvěcen svatému Janu Nepomuckému a svatému Bartoloměji. Věž byla přistavěna až v letech 1907–1908. V roce 2017 byla provedena oprava věže (zvonová stolice, vnitřní omítky a výmalba), restaurování ciferníků věžních hodin a hlavního a bočního portálu. Ministerstvo kultury ČR podpořil obnovu památky částkou 832 000 Kč z Programu regenerace MPR a MPZ v roce 2017.

## Popis
Kostel je jednolodní neorientovaná zděná stavba uzavřena půlkulatým kněžištěm orientovaná průčelím s věží do náměstí. Ke kněžišti na evangelijní straně je přistavěna sakristie s oratoří v patře. Boční průčelí mají lizénové rámy a jsou tříosé s okny s půlkruhovým záklenkem. Věžní průčelí je členěno po bocích lizénovými rámy a rizalitem, který je ukončený korunní římsou a tympanonem. V ose rizalitu je vstupní pravoúhlý kamenný portál, okno s půlkruhovým záklenkem a kartuší. V oválné kartuši je dvojhlavý orel, text a letopočet MDCCXXII. Po obou stranách věže ve štítu nad korunní římsou a ve výklenku věže nad tympanonem jsou sochy světců sv. Jana Nepomuckého, sv. Antonína a sv. Josefa. Nad výklenkem ve zvonovém patře je okno a věžní hodiny. Věž je zakončena helmicí s lucernou. Na sedlové střeše je sanktusník s jehlanovou střechou. K bočnímu průčelí (epištolní strana) na místě bývalé vstupní předsíně je kaple Panny Marie Lurdské.

## Interiér
V interiéru je hlavní oltář z roku 1781 a nad ním se nachází sousoší Kalvárie z roku 1660 z poutního kostela Povýšení svatého Kříže na Kotouči, který byl zbořen v roce 1786. Výzdobu provedl brněnský malíř Jano Köhler. Jeho dílem je i mozaika na Panny Marie na faře. Nad vstupem do věže je luneta s Pannou Marií od štramberského rodáka Vojtěcha Petráše. Loď,a kněžiště má valenou klenbu s výsečemi. Kněžiště je otevřeno do lodi půlkruhovým vítězným obloukem.
Varhany z roku 1786 byly dvou manuálové s 18 rejstříky. V roce 1830 byly varhany opravovány Johannem Neusserem, varhanářem z Nového Jičína. V roce 1941 postavila nové varhany se třemi manuály a 45 rejstříky firma Tuček z Kutné Hory. Varhany byly r. 1987 přestavěny krnovskou firmou Rieger-Kloss.

## Zvony
Ve věži jsou zavěšeny čtyři zvony. Zvon svatý Jan Evangelista o hmotnosti 125 kg s pořadovým číslem 1442 byl ulit Oktávem Winterem z Broumova v roce 1923. Zvony svatý Jan Nepomucký o hmotnosti 850 kg a zvon svatý Bartoloměj o hmotnosti 530 kg ulila v roce 1966 rodina Dytrychova v Brodku u Přerova a v roce 1968 další zvon svatý Josef. V roce 2017 byla firmou BAROKO provedena rekonstrukce zvonových stolic, očištění zvonů a jejich převedení na elektrický pohon s lineárními motory (dva zvony) a příprava pro instalaci motorů.